# Palazzo Canavese
Palazzo Canavese és un comune (municipi) de la ciutat metropolitana de Torí, a la regió italiana del Piemont, situat a uns 50 quilòmetres al nord-est de Torí. A 1 de gener de 2019 la seva població era de 837 habitants.
Palazzo Canavese limita amb els següents municipis: Bollengo, Piverone, Magnano, Albiano d'Ivrea i Azeglio.